# Le canssôn d' Porta Pila
Le canssôn d' Porta Pila è il primo album del cantante italiano Gipo Farassino, pubblicato nel 1962.
Inciso come Giuseppe Farassino e con il nom de plume “Giuanin d’Porta Pila", contiene anche due canzoni interpretate da Riz Samaritano.

## Tracce
Tutti i brani sono tradizionali, eccetto ove indicato.
Lato 1
1. Marieme voei marieme - 2:06
2. Lassela pa pi scapé - 2:38
3. Tume e tumin - 2:11
4. Spunta l' sol - 2:24
5. I rubinet - 2:05
6. Chila° - 3:26 (testo: Schellino - musica: Moretto)
7. L' parcô d' me pais - 3:55

Lato 2
1. La balilla - 2:01
2. I pouri pelegrin - 2:28
3. La monferrina - 2:20
4. La congiuntura - 2:19
5. Quand jera giôvô - 2:45
6. A la duminica° - 2:30 (testo: Schellino - musica: Moretto)
7. Me amis Giacö - 3:41

°Cantati da Riz Samaritano.